# 天台镇 (赤水市)
天台镇，是中华人民共和国贵州省遵义市赤水市下辖的一个乡镇级行政单位。

## 行政区划
天台镇下辖以下地区：
天苑社区、铁匠炉村、兴红村、星光村、新店村、三块村、凤凰村、金坪山村和天台山村。